# Paola Navone
Paola Navone (* 1950 in Turin, Italien) ist eine italienische Architektin und Designerin.
Sie wuchs in Turin auf und studierte dort an der Polytechnischen Universität Architektur, was sie 1973 abschloss. Anschließend siedelte sie nach Mailand um, um dort ihr Leben als Designerin zu beginnen.

## Karriere
Paola Navone hat in vielen kreativen Branchen gearbeitet: als Architektin, Produktdesignerin, Unternehmensberaterin, Innenarchitektin, Shop- und Restaurantdesignerin, Ausstellungs- und Eventorganisatorin, Dozentin und Lehrerin. Sie ist selbsternannte Arbeitssüchtige mit vielen Fähigkeiten und Leidenschaften. Zu ihren Kunden gehörten Driade, Swarovski, Abet Laminati, Casamilano, Alessi, Knoll International, Cappellini, Roche Bobois, Armani Casa und Martinelli Luce, und Habitat. Von 1970 bis 1980 gelang ihr der Aufstieg durch die Zusammenarbeit mit Alessandro Mendini, Ettore Sottsass Jr. und Andrea Branzi in einer Gruppe namens Alchimia.
Navone missachtet Konventionen, was sie während ihrer Zeit bei den „Antidesign“-Rebellen unter der Führung von Mendini und Sottsass entwickelte. „Es war verrückt, was wir gemacht haben.“ „Wir arbeiten wie verrückt daran, das völlig Nutzlose zu produzieren“, sagt sie. „Aber es war ein Katalysator. Es produzierte viel Energie und nach und nach, viel später, wurde unser erfinderisches Denken von der Industrie absorbiert.“
1983 gewann sie für Abet Laminati den Osaka International Design Award. Sie sollte nur ein Design einreichen, aber stattdessen gab sie 50 ein, weil sie kein einzelnes auswählen konnte. In ihren späteren Arbeiten arbeitete sie mit Crate & Barrel und Anthropologie zusammen.
Im Jahr 2023 organisierte sie auf der jährlichen Mailänder Möbelmesse eine Ausstellung mit dem Titel „Take It Or Leave It“. Die ungewöhnliche Ausstellung präsentiert Hunderte von Objekten und Kuriositäten, die die Designerin ausgewählt hat, um sie an die Inhaber eines Gewinnloses zu verteilen und so jedes Objekt durch „eine radikale Form des Upcyclings und der Wiederverwendung“ zu verwandeln.